# Raquel Partnoy
Raquel Partnoy (Rosario, Argentina, 1932) es una pintora, poeta, ensayista argentina. Estudió en una escuela de arte en su ciudad natal, pero fue después de que ella se casó que se mudó a la ciudad portuaria del sur bonaerense, de Bahía Blanca, en 1954. Asistió por varios años al taller de Buenos Aires del influyente pintor argentino y profesor Demetrio Urruchúa.
En 1965, realizó su primera muestra en la "Galería Van Riel", y continuó pintando y organizando exposiciones en diversos lugares de Buenos Aires y otras ciudadees de su país hasta 1994, cuando se mudó a Estados Unidos, afincándose en Washington D. C. donde continuó su carrera artística. Ante una invitación de la Embajada de Argentina en Washington D.C, Partnoy exhibió sus series “Mujeres del Tango” y  “Tango: Inner Landscapes”, en 1997 y en 2003, donde interpretó a historias que se encuentran en letras de tango, tales como las de las jóvenes mujeres discriminadas y menospreciadas por la sociedad. También ha hecho muestras individuales en: Museo Judío Nacional B'nai Brith Klutznick, Goucher College, y el Studio Gallery de Washington.
A través de sus series de pinturas “Sobreviviendo al Genocidio (Surviving Genocide)” que fue mostrada por primera vez en su muestra de la Martin Luther King, Jr. Library de Washington D. C., en 2003, Partnoy representó sus experiencias de su familia durante la dictadura cívico-militar en Argentina, de 1976 a 1983, donde 30.000 sujetos fueron y fueron asesinados y desaparecidos por dicho terrorismo de Estado. El 12 de enero de 1977, su hija Alicia Partnoy, y su nieta de dieciocho meses de edad, fueron secuestradas por integrantes de irregulares del Ejército Argentino, y desapareció por tres meses y medio. Durante ese periodo, la tuvieron clandestinamente prisionera en el centro clandestino de detención La Escuelita en cercanías de la ciudad sureña bonaerense de Bahía Blanca. Luego de ese periodo tenebroso, fue "blanqueada" y fue encarcelada por un total de tres años en diferentes establecimientos carcelarios. Además el ensayo de Raquel Partnoy sobre su propia muestra “Sobreviviendo al Genocidio”, y las imágenes de sus pinturas sobre tales acontecimientos, fueron publicados en «The Jewish Diaspora in Latin American and the Caribbean: Fragments os Memory (La Diáspora Judía en América Latina y el Caribe: fragmentos de memoria)», de kristin Ruggiero, de la editorial Sussex Academic Press, RU, 2005
Ha sido la ilustradora de The Little School: Tales of Disappearance and Survival, de la coautoría de su hermana y de la dominicano-estadounidense Julia Álvarez.

## Algunas publicaciones
- raquel Partnoy. 2005. Volando bajito. Editor Red Hen Press, 83 pp. ISBN 1-59709-002-6

- --------------------. 2003. Landscapes, cityscapes, humanscapes. Editor District of Columbia. Martin Luther King, Jr. Memorial Library & R. Partnoy, 16 pp.

- --------------------. 1998. The little school: tales of disappearance & survival. Midnight Editions Series. Debut literature. 2ª edición ilustrada, reimpresa de Cleis Press, 136 pp. ISBN 1-57344-029-9

- --------------------. 1992. Revenge of the apple. Traducido por Alicia Partnoy. Edición ilustrada de Cleis Press, 99 pp. ISBN	093941662X

- --------------------. 1988a. You can't drown the fire: Latin American women writing in exile. Editor Cleis, 258 pp. ISBN 0-939416-16-6

- alicia Partnoy, aynur Kurtböke, raquel Partnoy. 1988b. Okulcuk. Editor Bibliotek, 135 pp.

- raquel Partnoy. 1986. The little school: tales of disappearance & survival in Argentina. Edición ilustrada dE Cleis Press, 136 pp. ISBN 0-939416-07-7